# Hafes ibne Sulate ibne Uanzamar
Hafes ibne Sulate ibne Uanzamar (Hafs ibn Sulat ibn Wanzamar) foi um emir dos magrauas no século VII.

## Vida
Hafes era membro do clã Banu Uanzamar dos magrauas e filho de Sulate. Sucedeu o pai na segunda metade do século VII. É tido pela tradição berbere como um dos maiores príncipes a governar os magrauas. À época, estendeu seu poder sobre outras tribos zenetas, provavelmente os remanescentes dos jarauas do Orés, antes governados por Caina, e que se uniram aos magrauas no Magrebe Central. Após falecer no fim do século VII ou começo do VIII foi sucedido por seu filho Cazar.